# 大戰魔鬼黨
大戰魔鬼黨是漫畫諸葛四郎系列裡的一部作品。

## 劇情簡介
擾亂衛國的山賊幫派「魔鬼黨」；綁架了該國的公主，諸葛四郎與真平奉命前往魔鬼黨的山寨營救公主回來。
在過程中真平雖不幸墜入敵方的陷阱而遭擄走，但四郎逃亡時在一個小村落得到了魔鬼黨流失的山寨機關地形圖，事後四郎營救真平成功，衛國也與魔鬼黨達成協議將地圖歸還給對方以釋放公主回來。
之後衛國國王命令旗下四名將軍與四郎真平率領大軍攻破魔鬼黨山寨，但過程中因不熟識敵方地形一直履攻不下，而四郎也懷疑著四名將軍裡必有一位是魔鬼黨的內奸……

## 故事角色

### 我方人物
衛王
諸葛四郎服侍的衛國君主。
衛國公主
衛王女兒，被魔鬼黨綁架。
秦將軍
衛王旗下四名將軍之一。攻打魔鬼黨時被石頭擊中手臂受傷。
陳將軍
衛王旗下四名將軍之一。率兵進入山寨時遭遇陷阱失去大量兵力。
呂將軍
衛王旗下四名將軍之一。夜襲時意外被敵方設下的地雷火炮陷阱擊退。
甘將軍
衛王旗下四名將軍之一。在得知先前的魔鬼黨隊長將機關地形圖偷放置柳花村時，因急於搶功而獨自一人前去奪取。
常將軍
因衛王對戰事情形不樂觀、特地被請求前來支援前線的猛將；能持著重達三百零八斤的關刀迎敵。
之後因過於自信落入敵方陷阱，不幸被毒箭命中身亡。

### 敵方人物
魔鬼黨首領
面戴假面具的魔鬼黨領導者，多次令四郎一行人陷入苦戰，他的真實身份為本故事中最大的迷團，即秦將軍。
魔鬼黨隊長
與四郎打鬥中意外墜入山谷、重傷摔成了一名瘸子，之後被來自小莊落「柳花村」的一對父子所營救。
殘廢後對於自己之前的種種惡行感到後悔而想離開魔鬼黨，當時身上正好持著山寨地形圖，便先將地形圖寄放在該對父子家中請對方保管。
魔鬼黨新隊長
接任在之前戰事裡意外墜入山谷失蹤的魔鬼黨隊長的角色。在劇情裡被真平斬斷右手後下落不明，
於次回的諸葛四郎漫畫作品「決戰黑蛇團」裡再度登場。

## 其它
在歌手羅大佑創作的歌曲《童年》裡提到諸葛四郎和魔鬼黨在搶奪一支寶劍，但實際上諸葛四郎與魔鬼黨爭搶的為「山寨機關地形圖」，《大鬥雙假面》才是搶奪寶劍。